# 小行星4803
小行星4803（4803 Birkle）是一颗绕太阳运转的小行星，为主小行星带小行星。该小行星于1989年12月1日发现。

## 轨道参数
小行星4803的轨道半长轴为2.9039951 UA，离心率为0.039。